# (2707) Ueferji
(2707) Ueferji es un asteroide perteneciente al cinturón de asteroides descubierto por Henri Debehogne desde el Observatorio de La Silla, Chile, el 28 de agosto de 1981.

## Designación y nombre
Ueferji se designó al principio como 1981 QS3.
Más tarde, en 1985, fue nombrado así por la Universidad Federal de Río de Janeiro.

## Características orbitales
Ueferji está situado a una distancia media del Sol de 3,191 ua, pudiendo alejarse hasta 3,593 ua y acercarse hasta 2,79 ua. Su excentricidad es 0,1257 y la inclinación orbital 2,673 grados. Emplea en completar una órbita alrededor del Sol 2082 días.

## Características físicas
La magnitud absoluta de Ueferji es 11,6. Tiene un diámetro de 26,47 km y su albedo se estima en 0,0578.